# Іменники основи на -r-
Імéнники оснóви на -r- — надмала група іменників у праслов'янській мові, до якої входили всього лише два слова: мати й дъчи, що характеризувалися суфксом -er-. Немає сумніву, що до цієї групи колись входили й інші іменники, але вони задовго до розділення праслов'янської мови на діалекти перейшли до інших основ, наприклад: укр. брат ← інд.-є. *bhrātēr (пор. братерство, братерський, англ. brother, але і чес. bratr); укр. сестра ← псл. sestra ← інд.-є. *su̯e-sōr (пор. англ. sister); укр. дівер ← інд.-є. *dāi̯u̯ēr (пор. англ. sewer); укр. ятрівка ← інд.-є. *i̯enәter. Слов'янські мови не зберегли загальноєвропейської назви батька, що теж належала б до основ на -r- (пор. лат. pater, англ. father). Також як чиста основа на -r- відмінювався колись і числівник чотири (← četyre). Існує думка, що до цієї основи колись належало слово нети — племінник: укр. нети, ч. neteř, хоч це виглядає не дуже переконливо.

## Історія

### Відмінювання
Основи на -r- являли собою замкнену групу, через що дуже добре зберегли давні семантичні основи для виділення їх в окремий клас. Відсутність в наз. відм. однини елементу -r- дає змогу вченим вважати, що ця втрата мала місце ще за часів індоєвропейської єдності. Слова мати й дьчи відмінювалися майже однаково:
| Відмінок          | Мáти              | Мáти              | Мáти            | Мáти                                         | Мáти      | Мáти    | Мáти     | Дочкá             | Дочкá             | Дочкá             | Дочкá             | Дочкá       |
| Відмінок          | Однина            | Однина            | Однина          | Однина                                       | Однина    | Однина  | Однина   | Однина            | Однина            | Однина            | Однина            | Однина      |
| Відмінок          | слов'янська       | слов'янська       | слов'янська     | слов'янська                                  | санскрит  | д.-гр.  | лат.     | укр.              | ц.-сл.            | ст.-сл.           | псл.              | Інд.-є.     |
| Відмінок          | укр.              | ц.-сл.            | ст.-сл.         | псл.                                         | санскрит  | д.-гр.  | лат.     | укр.              | ц.-сл.            | ст.-сл.           | псл.              | Інд.-є.     |
| ----------------- | ----------------- | ----------------- | --------------- | -------------------------------------------- | --------- | ------- | -------- | ----------------- | ----------------- | ----------------- | ----------------- | ----------- |
| Називний          | ма́ти              | ма́ти              | мати            | *mātēr-ø                                     | mātā      | μήτηρ   | māter    | доч-к-а́           | дъчи              | дъшти             | *dъkti            | *dhughətḗr- |
| Родовий           | ма́тер-і           | ма́тер-е           | матер-е         | *mātĕr-ěs → -ě                               | mātur     | μητρός  | mātris   | доч-к-и́           | дъчер-е           | дъштер-е          | *dъktere          |             |
| Давальний         | ма́тер-і           | ма́тер-и           | матер-и         | *mātĕr-ī                                     | mātrē     | —       | mātrī    | доч-ц-і́           | дъчер-и           | дъштер-и          | *dъkteri          |             |
| Знахідний         | ма́тір-ø           | ма́тер-ь           | матер-ь         | *mātĕr-ṃ1 → -ĭm → -ĭn → -ь                   | mātaram   | μητέρα  | mātrem   | доч-к-у́           | дъчер-ь           | дъштер-ь          | *dъkterь          |             |
| Орудний           | ма́тір'-ю          | ма́тер-їю          | матер-иѭ        | *mātĕr-ĭ-iān → -ĭjǫ                          | mātrā     | —       | mātre    | доч-к-о́ю          | дъчер-їю          | дъштер-иѭ         | *dъkterijǫ        |             |
| Місцевий          | на/у ма́тер-і      | ма́тер-и           | матер-и         | *mātĕr-ī                                     | mātari    | μητέρι  | mātre    | на/у доч-ц-і́      | дъчер-и           | дъштер-и          | *dъkteri          |             |
| Кличний           | —                 | —                 | —               | —                                            | —         | —       | —        | до́ч-к-о           | —                 | —                 | —                 |             |
|                   | Двоїна            |                   |                 |                                              |           |         |          |                   |                   |                   |                   |             |
| Називно-знахідний | — (діал. ма́тер-і) | ма́тер-и           | *матер-и        | *mātĕr-ī                                     | —         | —       | —        | — (діал. до́ч-ц-і) | дъчер-и           | *дъштер-и         | *dъkteri          |             |
| Родово-місцевий   | —                 | ма́тер-їю          | *матер-ѹ        | *mātĕr-ǒṷs → -ū                              | —         | —       | —        | —                 | дъчер-їю          | *дъштер-ѹ         | *dъkteru          |             |
| Давально-орудний  | —                 | ма́тер-ема         | *матер-ьма      | *mātĕr-ṃ1ās → -ĭmās → -ьmā                   | —         | —       | —        | —                 | дъчер-ема         | *дъштер-ьма       | *dъkterьma        |             |
|                   | Множина           |                   |                 |                                              |           |         |          |                   |                   |                   |                   |             |
| Називно-кличний   | матер-і́           | ма́тер-и           | матер-и матер-е | *mātĕr-ṇ1s → -ĭns → -īns → -ī *mātĕr-ĕs → -ě | mātaras   | μητέρες | mātrēs   | до́ч-к-и           | дъчер-и           | дъштер-и дъштер-е | *dъkteri *dъktere |             |
| Родовий           | матер-і́в          | ма́тер-їй ма́тер-ей | матер-ъ         | *mātĕr-ōn → -ŏn → -ŭn → ъ                    | mātṝṇām   | μητρῶν  | mātrum   | до́ч-ок-ø          | дъчер-їй дъчер-ей | дъштер-ъ          | *dъkterъ          |             |
| Давальний         | матер-я́м          | ма́тер-емъ         | матер-ьмъ       | *mātĕr-m1ŭs → -ĭmŭs → -ьмъ                   | mātṛbhyas | —       | mātribus | до́ч-к-ам          | дъчер-емъ         | дъштер-ьмъ        | *dъkterьmъ        |             |
| Знахідний         | матер-і́в          | ма́тер-и ма́тер-ей  | матер-и         | *mātĕr-ṇ1s → -ĭns → -īns → -ī                | mātṝs     | μητέρας | mātrēs   | до́ч-ок-ø          | дъчер-и дъчер-ей  | дъштер-и          | *dъkteri          |             |
| Орудний           | матер-я́ми         | ма́тер-ьми         | матер-ьми       | *mātĕr-ṃ1īs → ĭmīs → -ьmī                    | mātṛbhis  | —       | mātribus | до́ч-к-ами         | дъчер-ьми         | дъштер-ьми        | *dъkterьmi        |             |
| Місцевий          | на/у матер-я́х     | ма́тер-ехъ         | матер-ьхъ       | *mātĕr-ĭ-sŭ → -ьхъ                           | mātṛṣu    | μητράσι | —        | на/у до́ч-к-ах     | дъчер-ехъ         | дъштер-ьхъ        | *dъkterьхъ        |             |

Форми двоїни у старослов'янській мові не засвідчено, тому в таблиці наведено їхню реконструкцію.
| Відмінок        | Однина | Множина   |
| --------------- | ------ | --------- |
| Називно-кличний | -ēr    | -er-es    |
| Давальний       | -er-ṃ  | -r-ṇs     |
| Знахідний       | -r-os  | -r-om/-ōm |
| Місцевий        | -er-i  | -ṛ-su     |

Даний розподіл закінчень зберегли тільки давньоіндійська та почасти грецька мови.

### Сьогодення

#### В українській мові
З іменників -r- основи лише слово мати зберегло свою давню форму: мати ← мати. Інколи подибуємо як паралельну форму слово матір. Старовинне східнослов'янське дъчи після ряду фонетичних змін, прийнявши суфікс -к- і флексію -а, повністю злилося з іменниками -ā- основи: дочка. Хоча в деяких говорах і досі є слова типу доч, дочір/дочер (пор. дочірний).

#### В інших
Слово mati засвідчено не лише в пам'ятках, а й у сучасних мовах. Так, це слово існує в білоруській (маці), словенській (máti), чеській (máti — застаріле), сербохорватській (мàти) і діалектній російській (мати) мовах. Поширеною є форма mat', що зафіксовано в російській (мать), верхньолужицькій (mać), нижньолужицькій (maś), діалектних польській (mać) та чеській (mát'). Основа ж непрямих відмінків повністю зберігає давню парадигму відмінювання: чеськ. máteř, слов. mater, в-луж. і поль. maćer, н-луж. maśer, рос. матерь.